# Pillsbury Winthrop Shaw Pittman
Pillsbury Winthrop Shaw Pittman LLP (kurz: Pillsbury) ist eine US-amerikanische Wirtschaftskanzlei. Pillsbury berät und vertritt nationale und multinationale Unternehmen, Finanzinstitutionen und Regierungen.

## Geschichte
Gegründet wurde die Kanzlei 1868 unter dem Namen Pillsbury Madison von Evans Searle Pillsbury in New York City. 1874 wurde das Büro in San Francisco eröffnet. Schon in den Anfangsjahren gehörten große Unternehmen, wie etwa Wells Fargo zu den Mandanten der Kanzlei. 1883 wuchs das Unternehmen mit dem Zusammenschluss zahlreicher Anwälte aus San Francisco weiter. Ende des 19. Jahrhunderts vertrat die Kanzlei zahlreiche Ölfirmen, wie etwa die Pacific Coast Oil Company, ein Vorläufer der Chevron Corporation. Die Spezialisierung in diesem Industriezweig hielt bis weit in das 20. Jahrhundert an. Bereits 1901 wurde mit einem Büro auf den Philippinen die erste Niederlassung im Ausland eröffnet, die jedoch 1905 bereits wieder geschlossen wurde. Im Erdbeben von San Francisco wurde 1906 das Büro der Kanzlei gänzlich zerstört. In Folge des Bebens vertraten die Anwälten der Kanzlei zahlreiche Geschädigte in Verfahren gegen ihre Versicherungen. Ab etwa 1930 erlebte das Unternehmen einen starken Wachstumsschub. Während 1931 noch 26 Anwälte für die Firma arbeiteten, stieg ihre Zahl bis zum Beginn des Zweiten Weltkriegs auf 40. Mit dem Kriegseintritt der Vereinigten Staaten nahm zwar die Zahl der Rechtsanwälte stark ab. Durch die guten Verbindungen zur amerikanischen Regierung konnte das Unternehmen aber weiterhin profitabel arbeiten. Nach Ende des Zweiten Weltkriegs konzentrierten sich die Anwälte vor allem auf Mandate in der Bauindustrie. So bearbeitete die Kanzlei ab 1952 alle rechtlichen Fragen in Zusammenhang mit der Finanzierung des Baus des Stonestown Shopping Center, damals das größte Einkaufszentrum in der San Francisco Bay Area. Neben Bauunternehmen gehörten aber auch führende Unternehmen anderer Branchen zu den Mandanten der Kanzlei. So wurden etwa ab 1960 die rechtlichen Interessen der Ford Motor Company wahrgenommen. 1980 war die Kanzlei am Börsengang von Genentech, einem der ersten Biotechnologie-Unternehmen, beteiligt. Ab 1990 verschlechterte sich die wirtschaftliche Situation von Pillsbury zusehends, da immer mehr Unternehmen ihre eigene Rechtsabteilung gründeten und so die Dienste der Kanzlei nicht mehr benötigten. Um weiterhin wirtschaftlich arbeiten zu können, schloss sich die Kanzlei 1990 mit Lillick & McHose aus Los Angeles zusammen. Mit den neu hinzugekommenen Anwälten konzentrierte sich Pillsbury in den 1990er-Jahren unter anderem auf die Beratung von Unternehmen aus der Telekommunikationsbranche. 1996 folgte der nächste Zusammenschluss mit der auf das Recht des Geistigen Eigentums spezialisierten Kanzlei Cushman Darby & Cushman. 1997 wurden aus Kostengründen die Büros im Großraum San Francisco zu einer großen Hauptniederlassung im 50 Fremont Center zusammengefasst. Nachdem 2005 ein weiterer Zusammenschluss, diesmal mit Shaw Pitman, einer großen New Yorker Kanzlei für IT-Recht, erfolgte, verließen Anfang 2006 über 100 Anwälte das Unternehmen. Im Rahmen des Insolvenzverfahrens des Chipherstellers SonicBlue geriet Pillsbury in den Fokus der Justiz. Den Anwälten wurde vorgeworfen, sie hätten versäumt, einen Interessenkonflikt offenzulegen. Im darauf folgenden Prozess einigte sich die Kanzlei mit dem Unternehmen auf die Zahlung von 10 Millionen Dollar. Im Jahr 2012 nahm die Firma Gespräche zur Fusion mit der Washingtoner Kanzlei Dickstein Shapiro auf. Diese Gespräche endeten Anfang 2013 jedoch ergebnislos.

## Büros

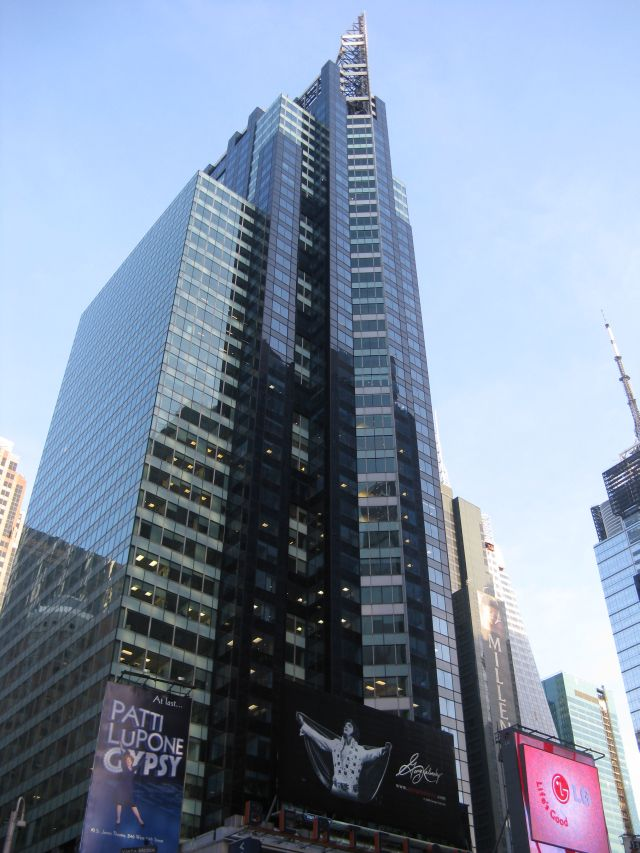
Pillsburys Büro in New York befindet sich im Bertelsmann Building

Pillsbury unterhält weltweit 15 Büros, wobei die Mehrzahl der Anwälte in den 11 Büros in den Vereinigten Staaten tätig sind: Los Angeles, New York, Tysons Corner, Sacramento, San Diego (2 Büros), San Francisco, Washington, Nashville, Houston, Abu Dhabi, London, Shanghai, Palo Alto, Tokio.